# Euphyia undilinea
Euphyia undilinea är en fjärilsart som beskrevs av Paul Dognin 1916. Euphyia undilinea ingår i släktet Euphyia och familjen mätare. Inga underarter finns listade i Catalogue of Life.